# Груповий етап Ліги чемпіонів УЄФА 2013—2014
Матчі групового етапу Ліги чемпіонів УЄФА 2013–2014 пройшли з 17 вересня по 11 грудня 2013 року.
Дві перші команди з групи вийшли до 1/8 фіналу, третя — до Ліги Європи УЄФА.

## Жеребкування
Розподіл команд на групи проводився за коефіцієнтами УЄФА: до першого кошика потрапили команди під номерами 1—12, другого — команди з рейтингом 13—31, третього — 32—60, і у четвертому — з рейтингом 63—171 та без рейтингу.
Команди з одного кошика та з однієї асоціації не можуть грати в одній групі. Клуби з однієї асоціації проводитимуть матчі у різні дні: вівторок або середа.
Наступні 32 команди грали у груповому турнірі. Жеребкування відбулося 29 серпня 2013 року в Монако.
| Кошик 1            | Кошик 1 |
| Команда            | Коеф.   |
| ------------------ | ------- |
| Баварія (Мюнхен)ВД | 146.922 |
| Барселона          | 157.605 |
| Челсі              | 137.592 |
| Реал Мадрид        | 136.605 |
| Манчестер Юнайтед  | 130.592 |
| АрсеналНЧ          | 113.592 |
| Порту              | 104.833 |
| Бенфіка            | 102.833 |

| Кошик 2           | Кошик 2 |
| Команда           | Коеф.   |
| ----------------- | ------- |
| Атлетіко          | 99.605  |
| Шахтар (Донецьк)  | 94.951  |
| МіланНЧ           | 93.829  |
| Шальке 04НЧ       | 84.922  |
| Олімпік (Марсель) | 78.800  |
| ЦСКА              | 77.766  |
| Парі Сен-Жермен   | 71.800  |
| Ювентус           | 70.829  |

| Кошик 3             | Кошик 3 |
| Команда             | Коеф.   |
| ------------------- | ------- |
| ЗенітНЧ             | 70.766  |
| Манчестер Сіті      | 70.592  |
| Аякс                | 64.945  |
| Боруссія (Дортмунд) | 61.922  |
| БазельЧ             | 59.785  |
| Олімпіакос (Пірей)  | 57.800  |
| Галатасарай         | 54.400  |
| Баєр 04             | 53.922  |

| Кошик 4           | Кошик 4 |
| Команда           | Коеф.   |
| ----------------- | ------- |
| Копенгаген        | 47.140  |
| Наполі            | 46.829  |
| Андерлехт         | 44.880  |
| СелтікЧ           | 37.538  |
| СтяуаЧ            | 35.604  |
| ВікторіяЧ         | 28.745  |
| Реал СосьєдадНЧ   | 17.605  |
| Аустрія (Відень)Ч | 16.575  |

ВД Володар трофею. Володар трофею автоматично очолює перший кошик.
Ч Пройшла кваліфікаційний раунд як чемпіон.
НЧ Пройшла кваліфікаційний раунд як нечемпіон.

## Групи
| Ключ до кольорових позначень                                                                 |
| -------------------------------------------------------------------------------------------- |
| Команди, що посіли перше та друге місця в групі, продовжать участь у плей-оф Ліги чемпіонів. |
| Команда, що посіла третє місце, буде грати в плей-оф Ліги Європи.                            |

### Група A
| Команда           | І | В | Н | П | ЗМ | ПМ | РМ | О  |
| ----------------- | - | - | - | - | -- | -- | -- | -- |
| Манчестер Юнайтед | 6 | 4 | 2 | 0 | 12 | 3  | +9 | 14 |
| Баєр 04           | 6 | 3 | 1 | 2 | 9  | 10 | −1 | 10 |
| Шахтар            | 6 | 2 | 2 | 2 | 7  | 6  | +1 | 8  |
| Реал Сосьєдад     | 6 | 0 | 1 | 5 | 1  | 10 | −9 | 1  |

| 17 вересня 2013 20:45 |

| Манчестер Юнайтед                        | 4 — 2           | Баєр 04                |
| ---------------------------------------- | --------------- | ---------------------- |
| Руні 22', 70' ван Персі 59' Валенсія 79' | Протокол(англ.) | Рольфес 54' Топрак 88' |

| Олд Траффорд, Манчестер Глядачів: 73 040 Арбітр: Дамир Скомина (Словенія) |

| 17 вересня 2013 20:45 |

| Реал Сосьєдад | 0 — 2           | Шахтар            |
| ------------- | --------------- | ----------------- |
|               | Протокол(англ.) | Тейшейра 65', 87' |

| Аноета, Сан-Себастьян Глядачів: 27 902 Арбітр: Овідіу Гацеган (Румунія) |

| 2 жовтня 2013 20:45 |

| Шахтар     | 1 — 1           | Манчестер Юнайтед |
| ---------- | --------------- | ----------------- |
| Тайсон 76' | Протокол(англ.) | Велбек 18'        |

| Донбас Арена, Донецьк Глядачів: 51 555 Арбітр: Павел Краловець (Чехія) |

| 2 жовтня 2013 20:45 |

| Баєр 04                     | 2 — 1           | Реал Сосьєдад |
| --------------------------- | --------------- | ------------- |
| Рольфес 45+1' Гегелер 90+2' | Протокол(англ.) | Вела 51'      |

| БайАрена, Леверкузен Глядачів: 27 462 Арбітр: Сергій Карасьов (Росія) |

| 23 жовтня 2013 20:45 |

| Баєр 04                                     | 4 — 0           | Шахтар |
| ------------------------------------------- | --------------- | ------ |
| Кіслінґ 22', 72' Рольфес 50' (пен.) Сам 57' | Протокол(англ.) |        |

| БайАрена, Леверкузен Глядачів: 25 184 Арбітр: Стефан Ланнуа (Франція) |

| 23 жовтня 2013 20:45 |

| Манчестер Юнайтед   | 1 — 0           | Реал Сосьєдад |
| ------------------- | --------------- | ------------- |
| І. Мартінес 2' (аг) | Протокол(англ.) |               |

| Олд Траффорд, Манчестер Глядачів: 74 654 Арбітр: Бас Нейгуйс (Нідерланди) |

| 5 листопада 2013 20:45 |

| Шахтар | 0 — 0           | Баєр 04 |
| ------ | --------------- | ------- |
|        | Протокол(англ.) |         |

| Донбас Арена, Донецьк Глядачів: 50 115 Арбітр: Вільям Каллам (Шотландія) |

| 5 листопада 2013 20:45 |

| Реал Сосьєдад | 0 — 0           | Манчестер Юнайтед |
| ------------- | --------------- | ----------------- |
|               | Протокол(англ.) |                   |

| Аноета, Сан-Себастьян Глядачів: 30 998 Арбітр: Нікола Ріццолі (Італія) |

| 27 листопада 2013 20:45 |

| Баєр 04 | 0 — 5           | Манчестер Юнайтед                                            |
| ------- | --------------- | ------------------------------------------------------------ |
|         | Протокол(англ.) | Валенсія 22' Спахич 30' (аг) Еванс 66' Смоллінг 77' Нані 88' |

| БайАрена, Леверкузен Глядачів: 29 412 Арбітр: Свен Оддвар Моен (Норвгеія) |

| 27 листопада 2013 20:45 |

| Шахтар                                  | 4 — 0           | Реал Сосьєдад |
| --------------------------------------- | --------------- | ------------- |
| Адріано 37' Тейшейра 48' Коста 68', 87' | Протокол(англ.) |               |

| Донбас Арена, Донецьк Глядачів: 44 348 Арбітр: Олегаріу Бенкеренса (Португалія) |

| 10 грудня 2013 20:45 |

| Манчестер Юнайтед | 1 — 0           | Шахтар |
| ----------------- | --------------- | ------ |
| Джонс 67'         | Протокол(англ.) |        |

| Олд Траффорд, Манчестер Глядачів: 75 000 Арбітр: Милорад Мажич (Сербія) |

| 10 грудня 2013 20:45 |

| Реал Сосьєдад | 0 — 1           | Баєр 04    |
| ------------- | --------------- | ---------- |
|               | Протокол(англ.) | Топрак 49' |

| Аноета, Сан-Себастьян Глядачів: 23 408 Арбітр: Том Гаральд Гаген (Норвегія) |

### Група B
| Команда     | І | В | Н | П | ЗМ | ПМ | РМ  | О  |
| ----------- | - | - | - | - | -- | -- | --- | -- |
| Реал Мадрид | 6 | 5 | 1 | 0 | 20 | 5  | +15 | 16 |
| Галатасарай | 6 | 2 | 1 | 3 | 8  | 14 | −6  | 7  |
| Ювентус     | 6 | 1 | 3 | 2 | 9  | 9  | 0   | 6  |
| Копенгаген  | 6 | 1 | 1 | 4 | 4  | 13 | −9  | 4  |

| 17 вересня 2013 20:45 |

| Галатасарай | 1 — 6           | Реал Мадрид                                       |
| ----------- | --------------- | ------------------------------------------------- |
| Булут 84'   | Протокол(англ.) | Іско 33' Бензема 54', 81' Роналду 63', 66', 90+1' |

| Тюрк Телеком Арена, Стамбул Глядачів: 47 669 Арбітр: Марк Клаттенбург (Англія) |

| 17 вересня 2013 20:45 |

| Копенгаген    | 1 — 1           | Ювентус         |
| ------------- | --------------- | --------------- |
| Йоргенсен 14' | Протокол(англ.) | Квальярелла 54' |

| Паркен, Копенгаген Глядачів: 36 524 Арбітр: Іван Бебек (Хорватія) |

| 2 жовтня 2013 20:45 |

| Ювентус                           | 2 — 2           | Галатасарай          |
| --------------------------------- | --------------- | -------------------- |
| Відаль 78' (пен.) Квальярелла 87' | Протокол(англ.) | Дрогба 36' Булут 88' |

| Ювентус Стедіум, Турин Глядачів: 33 466 Арбітр: Віктор Кашшаї (Угорщина) |

| 2 жовтня 2013 20:45 |

| Реал Мадрид                        | 4 — 0           | Копенгаген |
| ---------------------------------- | --------------- | ---------- |
| Роналду 21', 66' Ді Марія 71', 90' | Протокол(англ.) |            |

| Сантьяго Бернабеу, Мадрид Глядачів: 69 347 Арбітр: Матей Юг (Словенія) |

| 23 жовтня 2013 20:45 |

| Реал Мадрид            | 2 — 1           | Ювентус      |
| ---------------------- | --------------- | ------------ |
| Роналду 4', 28' (пен.) | Протокол(англ.) | Льоренте 22' |

| Сантьяго Бернабеу, Мадрид Глядачів: 77 856 Арбітр: Мануель Грефе (Німеччина) |

| 23 жовтня 2013 20:45 |

| Галатасарай                       | 3 — 1           | Копенгаген    |
| --------------------------------- | --------------- | ------------- |
| Мелу 10' Снейдер 38' Дрогба 45+1' | Протокол(англ.) | Клаудемір 88' |

| Тюрк Телеком Арена, Стамбул Глядачів: 42 798 Арбітр: Александар Ставрев (Македонія) |

| 5 листопада 2013 20:45 |

| Ювентус                        | 2 — 2           | Реал Мадрид          |
| ------------------------------ | --------------- | -------------------- |
| Відаль 40' (пен.) Льоренте 65' | Протокол(англ.) | Роналду 52' Бейл 60' |

| Ювентус Стедіум, Турин Глядачів: 40 696 Арбітр: Говард Вебб (Англія) |

| 5 листопада 2013 20:45 |

| Копенгаген | 1 — 0           | Галатасарай |
| ---------- | --------------- | ----------- |
| Бротен 6'  | Протокол(англ.) |             |

| Паркен, Копенгаген Глядачів: 36 204 Арбітр: Мартін Аткінсон (Англія) |

| 27 листопад 2013 20:45 |

| Реал Мадрид                                | 4 — 1           | Галатасарай |
| ------------------------------------------ | --------------- | ----------- |
| Бейл 37' Арбелоа 51' Ді Марія 63' Іско 81' | Протокол(англ.) | Умут 38'    |

| Сантьяго Бернабеу, Мадрид Глядачів: 67 728 Арбітр: Вільям Каллам (Шотландія) |

| 27 листопад 2013 20:45 |

| Ювентус                            | 3 — 1           | Копенгаген   |
| ---------------------------------- | --------------- | ------------ |
| Відаль 29' (пен.), 60' (пен.), 64' | Протокол(англ.) | Мельберг 56' |

| Ювентус Стедіум, Турин Глядачів: 39 506 Арбітр: Йонас Ерікссон (Швеція) |

| 10 грудня 2013 20:45 |

| Галатасарай | 1 — 0           | Ювентус |
| ----------- | --------------- | ------- |
| Снейдер 85' | Протокол(англ.) |         |

| Тюрк Телеком Арена, Стамбул Арбітр: Педру Проенса (Португалія) |

Матч було зупинено після 31 хвилини через сніг і було продовжено 11 грудня 2013 о 14 годині.
| 10 грудня 2013 20:45 |

| Копенгаген | 0 — 2           | Реал Мадрид            |
| ---------- | --------------- | ---------------------- |
|            | Протокол(англ.) | Модрич 25' Роналду 48' |

| Паркен, Копенгаген Глядачів: 37 241 Арбітр: Фелікс Брих (Німеччина) |

### Група C
| Команда         | І | В | Н | П | ЗМ | ПМ | РМ  | О  |
| --------------- | - | - | - | - | -- | -- | --- | -- |
| Парі Сен-Жермен | 6 | 4 | 1 | 1 | 16 | 5  | +11 | 13 |
| Олімпіакос П    | 6 | 3 | 1 | 2 | 10 | 8  | +2  | 10 |
| Бенфіка         | 6 | 3 | 1 | 2 | 8  | 8  | 0   | 10 |
| Андерлехт       | 6 | 0 | 1 | 5 | 4  | 17 | −13 | 1  |

| 17 вересня 2013 20:45 |

| Бенфіка                | 2 — 0           | Андерлехт |
| ---------------------- | --------------- | --------- |
| Джуричич 4' Луїзау 30' | Протокол(англ.) |           |

| Луж, Лісабон Глядачів: 29 393 Арбітр: Мануель Грефе (Німеччина) |

| 17 вересня 2013 20:45 |

| Олімпіакос П | 1 — 4           | Парі Сен-Жермен                          |
| ------------ | --------------- | ---------------------------------------- |
| Вайсс 25'    | Протокол(англ.) | Кавані 19' Мотта 68', 73' Маркіньйос 86' |

| Караїскакіс, Пірей Глядачів: 31 253 Арбітр: Фелікс Брих (Німеччина) |

| 2 жовтня 2013 20:45 |

| Парі Сен-Жермен                    | 3 — 0           | Бенфіка |
| ---------------------------------- | --------------- | ------- |
| Ібрагімович 5', 31' Маркіньйос 25' | Протокол(англ.) |         |

| Парк де Пренс, Париж Глядачів: 44 732 Арбітр: Нікола Ріццолі (Італія) |

| 2 жовтня 2013 20:45 |

| Андерлехт | 0 — 3           | Олімпіакос П           |
| --------- | --------------- | ---------------------- |
|           | Протокол(англ.) | Мітроглу 17', 56', 72' |

| Констант Ванден Сток, Андерлехт Глядачів: 15 918 Арбітр: Том Гаральд Гаген (Норвегія) |

| 23 жовтня 2013 20:45 |

| Андерлехт | 0 — 5           | Парі Сен-Жермен                           |
| --------- | --------------- | ----------------------------------------- |
|           | Протокол(англ.) | Ібрагімович 17', 22', 36', 62' Кавані 52' |

| Констант Ванден Сток, Андерлехт Глядачів: 18 465 Арбітр: Давід Фернандес Борбалан (Іспанія) |

| 23 жовтня 2013 20:45 |

| Бенфіка     | 1 — 1           | Олімпіакос П |
| ----------- | --------------- | ------------ |
| Кардосо 83' | Протокол(англ.) | Домінгес 29' |

| Луж, Лісабон Глядачів: 38 149 Арбітр: Альберто Ундіано Мальєнко (Іспанія) |

| 5 листопада 2013 20:45 |

| Парі Сен-Жермен | 1 — 1           | Андерлехт  |
| --------------- | --------------- | ---------- |
| Ібрагімович 70' | Протокол(англ.) | де Зеу 68' |

| Парк де Пренс, Париж Глядачів: 43 091 Арбітр: Марійо Страхоня (Хорватія) |

| 5 листопада 2013 20:45 |

| Олімпіакос П | 1 — 0           | Бенфіка |
| ------------ | --------------- | ------- |
| Манолас 13'  | Протокол(англ.) |         |

| Караїскакіс, Пірей Глядачів: 31 461 Арбітр: Дамир Скомина (Словенія) |

| 27 листопада 2013 20:45 |

| Андерлехт            | 2 — 3           | Бенфіка                               |
| -------------------- | --------------- | ------------------------------------- |
| Мбемба 19' Бруно 77' | Протокол(англ.) | Матич 34' Мбемба 52' (аг) Родріго 90' |

| Констант Ванден Сток, Андерлехт Глядачів: 16 780 Арбітр: Даніеле Орсато (Італія) |

| 27 листопада 2013 20:45 |

| Парі Сен-Жермен           | 2 — 1           | Олімпіакос П |
| ------------------------- | --------------- | ------------ |
| Ібрагімович 7' Кавані 90' | Протокол(англ.) | Манолас 80'  |

| Парк де Пренс, Париж Глядачів: 44 466 Арбітр: Крейг Томсон (Шотландія) |

| 10 грудня 2013 20:45 |

| Бенфіка                    | 2 — 1           | Парі Сен-Жермен |
| -------------------------- | --------------- | --------------- |
| Ліма 45' (пен.) Гайтан 58' | Протокол(англ.) | Кавані 37'      |

| Луж, Лісабон Глядачів: 30 089 Арбітр: Марк Клаттенбург (Англія) |

| 10 грудня 2013 20:45 |

| Олімпіакос П                           | 3 — 1           | Андерлехт   |
| -------------------------------------- | --------------- | ----------- |
| Савіола 33', 58' Домінгес 90+5' (пен.) | Протокол(англ.) | Клештан 39' |

| Караїскакіс, Пірей Глядачів: 31 444 Арбітр: Вольфганг Штарк (Німеччина) |

### Група D
| Команда        | І | В | Н | П | ЗМ | ПМ | РМ  | О  |
| -------------- | - | - | - | - | -- | -- | --- | -- |
| Баварія М      | 6 | 5 | 0 | 1 | 17 | 5  | +12 | 15 |
| Манчестер Сіті | 6 | 5 | 0 | 1 | 18 | 10 | +8  | 15 |
| Вікторія       | 6 | 1 | 0 | 5 | 6  | 17 | −11 | 3  |
| ЦСКА           | 6 | 1 | 0 | 5 | 8  | 17 | −9  | 3  |

| 17 вересня 2013 20:45 |

| Баварія М                         | 3 — 0           | ЦСКА |
| --------------------------------- | --------------- | ---- |
| Алаба 4' Манджукич 41' Роббен 68' | Протокол(англ.) |      |

| Альянц Арена, Мюнхен Глядачів: 68 000 Арбітр: Джанлука Роккі (Італія) |

| 17 вересня 2013 20:45 |

| Вікторія | 0 — 3           | Манчестер Сіті                |
| -------- | --------------- | ----------------------------- |
|          | Протокол(англ.) | Джеко 48' Туре 53' Агуеро 58' |

| Доосан Арена, Пльзень Глядачів: 11 281 Арбітр: Паоло Тальявенто (Італія) |

| 2 жовтня 2013 18:00 |

| ЦСКА                                 | 3 — 2           | Вікторія                |
| ------------------------------------ | --------------- | ----------------------- |
| Тошич 19' Хонда 29' Ржезник 78' (аг) | Протокол(англ.) | Райторал 4' Бакош 90+1' |

| Петровський, Санкт-Петербург Глядачів: 6 000 Арбітр: Бас Нейгуйс (Нідерланди) |

| 2 жовтня 2013 20:45 |

| Манчестер Сіті | 1 — 3           | Баварія М                       |
| -------------- | --------------- | ------------------------------- |
| Негредо 80'    | Протокол(англ.) | Рібері 7' Мюллер 56' Роббен 60' |

| Сіті оф Манчестер, Манчестер Глядачів: 45 021 Арбітр: Бйорн Кейперс (Нідерланди) |

| 23 жовтня 2013 18:00 |

| ЦСКА      | 1 — 2           | Манчестер Сіті  |
| --------- | --------------- | --------------- |
| Тошич 32' | Протокол(англ.) | Агуеро 34', 42' |

| Арена Хімки, Хімки Глядачів: 14 000 Арбітр: Овідіу Гацеган (Румунія) |

| 23 жовтня 2013 20:45 |

| Баварія М                                                     | 5 — 0           | Вікторія |
| ------------------------------------------------------------- | --------------- | -------- |
| Рібері 24' (пен.), 61' Алаба 37' Швайнштайгер 64' Гетце 90+1' | Протокол(англ.) |          |

| Альянц Арена, Мюнхен Глядачів: 68 000 Арбітр: Алан Келлі (Ірландія) |

| 5 листопада 2013 20:45 |

| Манчестер Сіті                                | 5 — 2           | ЦСКА                     |
| --------------------------------------------- | --------------- | ------------------------ |
| Агуеро 3' (пен.), 21' Негредо 30', 51', 90+3' | Протокол(англ.) | Думбія 45+1', 71' (пен.) |

| Сіті оф Манчестер, Манчестер Глядачів: 38,512 Арбітр: Карлос Веласко Карбальйо (Іспанія) |

| 5 листопада 2013 20:45 |

| Вікторія | 0 — 1           | Баварія М     |
| -------- | --------------- | ------------- |
|          | Протокол(англ.) | Манджукич 65' |

| Доосан Арена, Пльзень Глядачів: 11 360 Арбітр: Антоніо Матео Лаос (Іспанія) |

| 27 листопада 2013 18:00 |

| ЦСКА             | 1 — 3           | Баварія М                              |
| ---------------- | --------------- | -------------------------------------- |
| Хонда 61' (пен.) | Протокол(англ.) | Роббен 17' Гетце 56' Мюллер 65' (пен.) |

| Арена Хімки, Хімки Глядачів: 14 000 Арбітр: Антоні Готьє (Франція) |

| 27 листопада 2013 20:45 |

| Манчестер Сіті                                    | 4 — 2           | Вікторія             |
| ------------------------------------------------- | --------------- | -------------------- |
| Агуеро 33' (пен.) Насрі 65' Негредо 78' Джеко 89' | Протокол(англ.) | Горжава 43' Тецл 69' |

| Сіті оф Манчестер, Манчестер Глядачів: 37 742 Арбітр: Фират Айдинус (Туреччина) |

| 10 грудня 2013 20:45 |

| Баварія М           | 2 — 3           | Манчестер Сіті                           |
| ------------------- | --------------- | ---------------------------------------- |
| Мюллер 5' Гетце 12' | Протокол(англ.) | Сільва 28' Коларов 59' (пен.) Мілнер 62' |

| Альянц Арена, Мюнхен Глядачів: 68 000 Арбітр: Давід Фернандес Борбалан (Іспанія) |

| 10 грудня 2013 20:45 |

| Вікторія              | 2 — 1           | ЦСКА     |
| --------------------- | --------------- | -------- |
| Коларж 76' Вагнер 90' | Протокол(англ.) | Муса 65' |

| Доосан Арена, Пльзень Глядачів: 11 205 Арбітр: Дамир Скомина (Словенія) |

### Група E
| Команда   | І | В | Н | П | ЗМ | ПМ | РМ | О  |
| --------- | - | - | - | - | -- | -- | -- | -- |
| Челсі     | 6 | 4 | 0 | 2 | 12 | 3  | +9 | 12 |
| Шальке 04 | 6 | 3 | 1 | 2 | 6  | 6  | 0  | 10 |
| Базель    | 6 | 2 | 2 | 2 | 5  | 6  | −1 | 8  |
| Стяуа     | 6 | 0 | 3 | 3 | 2  | 10 | −8 | 3  |

| 18 вересня 2013 20:45 |

| Челсі     | 1 — 2           | Базель                 |
| --------- | --------------- | ---------------------- |
| Оскар 45' | Протокол(англ.) | Салах 71' Штреллер 81' |

| Стемфорд Бридж, Лондон Глядачів: 40 358 Арбітр: Даніель Орсато (Італія) |

| 18 вересня 2013 20:45 |

| Шальке 04                          | 3 — 0           | Стяуа |
| ---------------------------------- | --------------- | ----- |
| Ацуто 67' Боатенг 78' Дракслер 85' | Протокол(англ.) |       |

| Фельтінс-Арена, Гельзенкірхен Глядачів: 49 358 Арбітр: Джюнейт Чакир (Туреччина) |

| 1 жовтня 2013 20:45 |

| Базель | 0 — 1           | Шальке 04    |
| ------ | --------------- | ------------ |
|        | Протокол(англ.) | Дракслер 54' |

| Санкт-Якоб Парк, Базель Глядачів: 33 251 Арбітр: Альберто Ундіано Мальєнко (Іспанія) |

| 1 жовтня 2013 20:45 |

| Стяуа | 0 — 4           | Челсі                                             |
| ----- | --------------- | ------------------------------------------------- |
|       | Протокол(англ.) | Рамірес 20', 55' Георгієвскі 44' (аг) Лемпард 90' |

| Арена Націонале, Бухарест Глядачів: 36 713 Арбітр: Карлос Веласко Карбальйо (Іспанія) |

| 22 жовтня 2013 20:45 |

| Стяуа    | 1 — 1           | Базель   |
| -------- | --------------- | -------- |
| Тату 88' | Протокол(англ.) | Діас 48' |

| Арена Націонале, Бухарест Глядачів: 23 899 Арбітр: Матей Юг (Словенія) |

| 22 жовтня 2013 20:45 |

| Шальке 04 | 0 — 3           | Челсі                   |
| --------- | --------------- | ----------------------- |
|           | Протокол(англ.) | Торрес 5', 69' Азар 87' |

| Фельтінс-Арена, Гельзенкірхен Глядачів: 54 442 Арбітр: Віктор Кашшаї (Угорщина) |

| 6 листопада 2013 20:45 |

| Базель    | 1 — 1           | Стяуа          |
| --------- | --------------- | -------------- |
| Сіо 90+1' | Протокол(англ.) | Пйоваккарі 17' |

| Санкт-Якоб Парк, Базель Глядачів: 30 704 Арбітр: Олегаріу Бенкеренса (Португалія) |

| 6 листопада 2013 20:45 |

| Челсі                 | 3 — 0           | Шальке 04 |
| --------------------- | --------------- | --------- |
| Ето'о 31', 54' Ба 83' | Протокол(англ.) |           |

| Стемфорд Бридж, Лондон Глядачів: 41 194 Арбітр: Свен Оддвар Моен (Норвегія) |

| 26 листопада 2013 20:45 |

| Стяуа | 0 — 0           | Шальке 04 |
| ----- | --------------- | --------- |
|       | Протокол(англ.) |           |

| Арена Націонале, Бухарест Глядачів: 50 633 Арбітр: Бас Нейгуйс (Нідерланди) |

| 26 листопада 2013 20:45 |

| Базель    | 1 — 0           | Челсі |
| --------- | --------------- | ----- |
| Салах 87' | Протокол(англ.) |       |

| Санкт-Якоб Парк, Базель Глядачів: 35 208 Арбітр: Стефан Ланнуа (Франція) |

| 11 грудня 2013 20:45 |

| Шальке 04              | 2 — 0           | Базель |
| ---------------------- | --------------- | ------ |
| Дракслер 51' Матіп 57' | Протокол(англ.) |        |

| Фельтінс-Арена, Гельзенкірхен Глядачів: 52 093 Арбітр: Паоло Тальявенто (Італія) |

| 11 грудня 2013 20:45 |

| Челсі  | 1 — 0           | Стяуа |
| ------ | --------------- | ----- |
| Ба 10' | Протокол(англ.) |       |

| Стемфорд Бридж, Лондон Глядачів: 41 181 Арбітр: Джанлука Роккі (Італія) |

### Група F
| Команда    | І | В | Н | П | ЗМ | ПМ | РМ | О  |
| ---------- | - | - | - | - | -- | -- | -- | -- |
| Боруссія Д | 6 | 4 | 0 | 2 | 11 | 6  | +5 | 12 |
| Арсенал    | 6 | 4 | 0 | 2 | 8  | 5  | +3 | 12 |
| Наполі     | 6 | 4 | 0 | 2 | 10 | 9  | +1 | 12 |
| Олімпік М  | 6 | 0 | 0 | 6 | 5  | 14 | −9 | 0  |

| 18 вересня 2013 20:45 |

| Наполі                 | 2 — 1           | Боруссія Д       |
| ---------------------- | --------------- | ---------------- |
| Ігуаїн 29' Інсіньє 67' | Протокол(англ.) | Суньїга 87' (аг) |

| Сан-Паоло, Неаполь Глядачів: 55 766 Арбітр: Педру Проенса (Португалія) |

| 18 вересня 2013 20:45 |

| Олімпік М    | 1 — 2           | Арсенал               |
| ------------ | --------------- | --------------------- |
| Дж. Аю 90+3' | Протокол(англ.) | Волкотт 65' Ремзі 83' |

| Велодром, Марсель Глядачів: 38 380 Арбітр: Олегаріу Бенкеренса (Португалія) |

| 1 жовтня2013 20:45 |

| Боруссія Д                           | 3 — 0           | Олімпік М |
| ------------------------------------ | --------------- | --------- |
| Левандовскі 19', 79' (пен.) Ройс 52' | Протокол(англ.) |           |

| Зігналь Ідуна Парк, Дортмунд Глядачів: 65 829 Арбітр: Давід Фернандес Борбалан (Іспанія) |

| 1 жовтня 2013 20:45 |

| Арсенал          | 2 — 0           | Наполі |
| ---------------- | --------------- | ------ |
| Езіл 8' Жіру 15' | Протокол(англ.) |        |

| Емірейтс, Лондон Глядачів: 59 536 Арбітр: Милорад Мажич (Сербія) |

| 22 жовтня 2013 20:45 |

| Арсенал  | 1 — 2           | Боруссія Д                   |
| -------- | --------------- | ---------------------------- |
| Жіру 41' | Протокол(англ.) | Мхітарян 16' Левандовскі 82' |

| Емірейтс, Лондон Глядачів: 60 011 Арбітр: Йонас Ерікссон (Швеція) |

| 22 жовтня 2013 20:45 |

| Олімпік М | 1 — 2           | Наполі                  |
| --------- | --------------- | ----------------------- |
| А. Аю 86' | Протокол(англ.) | Кальєхон 42' Сапата 67' |

| Велодром, Марсель Глядачів: 39 790 Арбітр: Джюнейт Чакир (Туреччина) |

| 6 листопада 2013 20:45 |

| Боруссія Д | 0 — 1           | Арсенал   |
| ---------- | --------------- | --------- |
|            | Протокол(англ.) | Ремзі 62' |

| Зігналь Ідуна Парк, Дортмунд Глядачів: 65 829 Арбітр: Бйорн Кейперс (Нідерланди) |

| 6 листопада 2013 20:45 |

| Наполі                    | 3 — 2           | Олімпік М           |
| ------------------------- | --------------- | ------------------- |
| Інлер 22' Ігуаїн 24', 75' | Протокол(англ.) | А. Аю 10' Товен 64' |

| Сан-Паоло, Неаполь Глядачів: 39 148 Арбітр: Сергій Карасьов (Росія) |

| 26 листопада 2013 20:45 |

| Арсенал        | 2 — 0           | Олімпік М |
| -------------- | --------------- | --------- |
| Вілшир 1', 65' | Протокол(англ.) |           |

| Емірейтс, Лондон Глядачів: 59 912 Арбітр: Антоніо Матео Лаос (Іспанія) |

| 26 листопада 2013 20:45 |

| Боруссія Д                                    | 3 — 1           | Наполі      |
| --------------------------------------------- | --------------- | ----------- |
| Ройс 10' (пен.) Блащиковські 60' Обамеянг 78' | Протокол(англ.) | Інсіньє 71' |

| Зігналь Ідуна Парк, Дортмунд Глядачів: 65 829 Арбітр: Карлос Веласко Карбальйо (Іспанія) |

| 11 грудня 2013 20:45 |

| Олімпік М   | 1 — 2           | Боруссія Д                    |
| ----------- | --------------- | ----------------------------- |
| Діавара 14' | Протокол(англ.) | Левандовскі 4' Гросскройц 87' |

| Велодром, Марсель Глядачів: 36 655 Арбітр: Марійо Страхоня (Хорватія) |

| 11 грудня 2013 20:45 |

| Наполі                    | 2 — 0           | Арсенал |
| ------------------------- | --------------- | ------- |
| Ігуаїн 73' Кальєхон 90+3' | Протокол(англ.) |         |

| Сан-Паоло, Неаполь Глядачів: 34 027 Арбітр: Віктор Кашшаї (Угорщина) |

### Група G
| Команда   | І | В | Н | П | ЗМ | ПМ | РМ  | О  |
| --------- | - | - | - | - | -- | -- | --- | -- |
| Атлетіко  | 6 | 5 | 1 | 0 | 15 | 3  | +12 | 16 |
| Зеніт     | 6 | 1 | 3 | 2 | 5  | 9  | −4  | 6  |
| Порту     | 6 | 1 | 2 | 3 | 4  | 7  | −3  | 5  |
| Аустрія В | 6 | 1 | 2 | 3 | 5  | 10 | −5  | 5  |

| 18 вересня 2013 20:45 |

| Аустрія В | 0 — 1           | Порту    |
| --------- | --------------- | -------- |
|           | Протокол(англ.) | Лучо 55' |

| Ернст-Гаппель-Штадіон, Відень Глядачів: 37 500 Арбітр: Крейг Томсон (Шотландія) |

| 18 вересня 2013 20:45 |

| Атлетіко                      | 3 — 1           | Зеніт    |
| ----------------------------- | --------------- | -------- |
| Міранда 40' Туран 64' Леу 80' | Протокол(англ.) | Халк 58' |

| Вісенте Кальдерон, Мадрид Глядачів: 33 855 Арбітр: Вільям Каллам (Шотландія) |

| 1 жовтня 2013 18:00 |

| Зеніт | 0 — 0           | Аустрія В |
| ----- | --------------- | --------- |
|       | Протокол(англ.) |           |

| Петровський, Санкт-Петербург Глядачів: 18 785 Арбітр: Деніз Айтекін (Німеччина) |

| 1 жовтня 2013 20:45 |

| Порту        | 1 — 2           | Атлетіко            |
| ------------ | --------------- | ------------------- |
| Мартінес 16' | Протокол(англ.) | Годін 58' Туран 86' |

| Драгау, Порту Глядачів: 33 989 Арбітр: Говард Вебб (Англія) |

| 22 жовтня 2013 20:45 |

| Порту | 0 — 1           | Зеніт        |
| ----- | --------------- | ------------ |
|       | Протокол(англ.) | Кержаков 86' |

| Драгау, Порту Глядачів: 31 109 Арбітр: Паоло Тальявенто (Італія) |

| 22 жовтня 2013 20:45 |

| Аустрія В | 0 — 3           | Атлетіко                 |
| --------- | --------------- | ------------------------ |
|           | Протокол(англ.) | Гарсія 8' Коста 20', 53' |

| Ернст-Гаппель-Штадіон, Відень Глядачів: 45 675 Арбітр: Даніеле Орсато (Італія) |

| 6 листопада 2013 18:00 |

| Зеніт    | 1 — 1           | Порту    |
| -------- | --------------- | -------- |
| Халк 28' | Протокол(англ.) | Лучо 23' |

| Петровський, Санкт-Петербург Глядачів: 17,786 Арбітр: Том Гаральд Гаген (Норвегія) |

| 6 листопада 2013 20:45 |

| Атлетіко                                    | 4 — 0           | Аустрія В |
| ------------------------------------------- | --------------- | --------- |
| Міранда 11' Гарсія 25' Філіпе 45' Коста 82' | Протокол(англ.) |           |

| Вісенте Кальдерон, Мадрид Глядачів: 29 841 Арбітр: Іштван Вад (Угорщина) |

| 26 листопада 2013 18:00 |

| Зеніт                 | 1 — 1           | Атлетіко   |
| --------------------- | --------------- | ---------- |
| Алдервейрелд 74' (аг) | Протокол(англ.) | Адріан 53' |

| Петровський, Санкт-Петербург Глядачів: 17 885 Арбітр: Мартін Аткінсон (Англія) |

| 26 листопада 2013 20:45 |

| Порту        | 1 — 1           | Аустрія В  |
| ------------ | --------------- | ---------- |
| Мартінес 48' | Протокол(англ.) | Кінаст 11' |

| Драгау, Порту Глядачів: 24 809 Арбітр: Овідіу Гацеган (Румунія) |

| 11 грудня 2013 20:45 |

| Аустрія В                            | 4 — 1           | Зеніт        |
| ------------------------------------ | --------------- | ------------ |
| Госінер 44', 51' Юн 48' Кінаст 90+3' | Протокол(англ.) | Кержаков 35' |

| Ернст-Гаппель-Штадіон, Відень Глядачів: 37 500 Арбітр: Александар Ставрев (Македонія) |

| 11 грудня 2013 20:45 |

| Атлетіко             | 2 — 0           | Порту |
| -------------------- | --------------- | ----- |
| Гарсія 14' Коста 37' | Протокол(англ.) |       |

| Вісенте Кальдерон, Мадрид Глядачів: 24 629 Арбітр: Деніз Айтекін (Німеччина) |

### Група H
| Команда   | І | В | Н | П | ЗМ | ПМ | РМ  | О  |
| --------- | - | - | - | - | -- | -- | --- | -- |
| Барселона | 6 | 4 | 1 | 1 | 16 | 5  | +11 | 13 |
| Мілан     | 6 | 2 | 3 | 1 | 8  | 5  | +3  | 9  |
| Аякс      | 6 | 2 | 2 | 2 | 5  | 8  | −3  | 8  |
| Селтік    | 6 | 1 | 0 | 5 | 3  | 14 | −11 | 3  |

| 18 вересня 2013 20:45 |

| Мілан                         | 2 — 0           | Селтік |
| ----------------------------- | --------------- | ------ |
| Ісагірре 82' (аг) Мунтарі 86' | Протокол(англ.) |        |

| Сан-Сіро, Мілан Глядачів: 54 623 Арбітр: Вольфганг Штарк (Німеччина) |

| 18 вересня 2013 20:45 |

| Барселона                    | 4 — 0           | Аякс |
| ---------------------------- | --------------- | ---- |
| Мессі 22', 55', 75' Піке 69' | Протокол(англ.) |      |

| Камп Ноу, Барселона Глядачів: 79 412 Арбітр: Свен Оддвар Моен (Норвегія) |

| 1 жовтня 2013 20:45 |

| Аякс        | 1 — 1           | Мілан                  |
| ----------- | --------------- | ---------------------- |
| Денсвіл 90' | Протокол(англ.) | Балотеллі 90+4' (пен.) |

| Амстердам-Арена, Амстердам Глядачів: 51 692 Арбітр: Йонас Ерікссон (Швеція) |

| 1 жовтня 2013 20:45 |

| Селтік | 0 — 1           | Барселона    |
| ------ | --------------- | ------------ |
|        | Протокол(англ.) | Фабрегас 76' |

| Селтік Парк, Глазго Глядачів: 58 128 Арбітр: Стефан Ланнуа (Франція) |

| 22 жовтня 2013 20:45 |

| Селтік                      | 2 — 1           | Аякс       |
| --------------------------- | --------------- | ---------- |
| Форрест 43' (пен.) Каял 53' | Протокол(англ.) | Шене 90+4' |

| Селтік Парк, Глазго Глядачів: 58 719 Арбітр: Іван Бебек (Хорватія) |

| 22 жовтня 2013 20:45 |

| Мілан      | 1 — 1           | Барселона |
| ---------- | --------------- | --------- |
| Робінью 9' | Протокол(англ.) | Мессі 23' |

| Сан-Сіро, Мілан Глядачів: 74 487 Арбітр: Фелікс Брих (Німеччина) |

| 6 листопада 2013 20:45 |

| Аякс     | 1 — 0           | Селтік |
| -------- | --------------- | ------ |
| Шене 51' | Протокол(англ.) |        |

| Амстердам-Арена, Амстердам Глядачів: 59 908 Арбітр: Деніц Айтекін (Німеччина) |

| 6 листопада 2013 20:45 |

| Барселона                         | 3 — 1           | Мілан         |
| --------------------------------- | --------------- | ------------- |
| Мессі 30' (пен.), 83' Бускетс 40' | Протокол(англ.) | Піке 45' (аг) |

| Камп Ноу, Барселона Глядачів: 80 517 Арбітр: Милорад Мажич (Сербія) |

| 26 листопада 2013 20:45 |

| Селтік | 0 — 3           | Мілан                             |
| ------ | --------------- | --------------------------------- |
|        | Протокол(англ.) | Кака 13' Сапата 49' Балотеллі 60' |

| Селтік Парк, Глазго Глядачів: 58 619 Арбітр: Джюнейт Чакир (Туреччина) |

| 26 листопада 2013 20:45 |

| Аякс                 | 2 — 1           | Барселона       |
| -------------------- | --------------- | --------------- |
| Сереро 19' Гусен 42' | Протокол(англ.) | Хаві 49' (пен.) |

| Амстердам-Арена, Амстердам Глядачів: 53 000 Арбітр: Павел Краловець (Чехія) |

| 11 грудня 2013 20:45 |

| Мілан | 0 — 0           | Аякс |
| ----- | --------------- | ---- |
|       | Протокол(англ.) |      |

| Сан-Сіро, Мілан Глядачів: 61 744 Арбітр: Говард Вебб (Англія) |

| 11 грудня 2013 20:45 |

| Барселона                                         | 6 — 1           | Селтік      |
| ------------------------------------------------- | --------------- | ----------- |
| Піке 7' Педро 40' Неймар 44', 48', 58' Тельйо 72' | Протокол(англ.) | Самарас 88' |

| Камп Ноу, Барселона Глядачів: 54 342 Арбітр: Сергій Карасьов (Росія) |